# Art qadjar

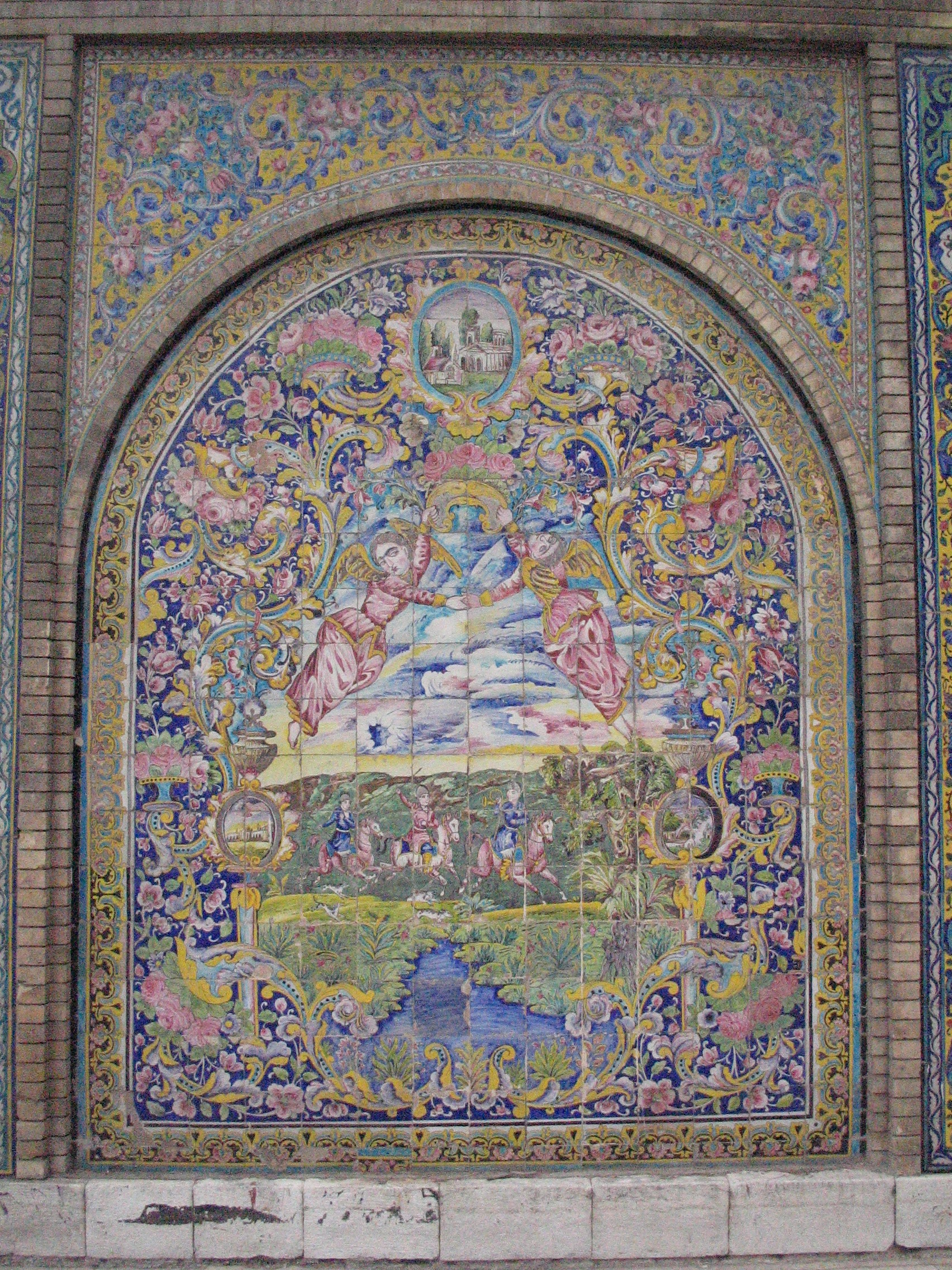
Un mur décoré de céramiques du Palais du Golestan, Téhéran.

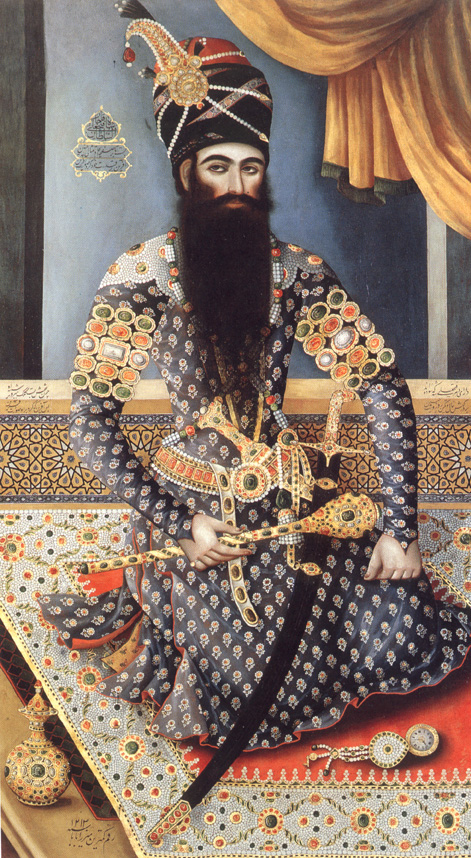
Le portrait de Fath Ali Chah Qadjar, huile sur toile, Iran, Mirza baba, 1797

L'art qadjar (ou kadjar) est une forme d'art qui s'est développée dans l'Iran qadjar, qui a duré de 1794 à 1925. La période pendant laquelle a régné la dynastie Qadjar a connu un fort développement des arts, rendu possible par une période de stabilité relative dans l'histoire du pays, permettant un développement artistique en particulier sous les règnes de Fath Ali Chah Qadjar (r. 1797-1834) et Nasir al-Din Shah (r. 1848-1896). Il se caractérise par une forte influence européenne, alors que les relations entre Perse et Occident se développent, des iconographies et des techniques archaïsantes, comme les reliefs sculptés, l'arrivée de la photographie, des peintures à l'huile sur toile de grandes dimensions et une architecture monumentale, civile et religieuse. L'art qadjar aura comme lignes directrices l'inscription de la dynastie dans l'histoire de l'Iran et la mise en valeur de son pouvoir.

## Peinture

### Origines et influences
Les racines de la peinture qadjare plongent dans un style de peinture qui a vu le jour pendant la période safavide. À cette époque, il y avait une influence européenne assez forte sur la culture de l'Iran, particulièrement dans les arts royaux. Le style gul-i-bulbul est fréquemment rencontré.
Parmi les peintres de cette époque, on peut citer Sani al-Mulk (1814-1866) et son neveu Kamal al-Mulk (1846-1940), tous deux appartenant à la famille Ghaffari. Mihr Ali était peintre à la cour du chah Fath Ali (r:1797-1834) de la dynastie qadjare. Les œuvres les plus connues de Mihr Ali sont des portraits - une dizaine - du chah Fath Ali en pleine gloire, avec sa longue barbe noire et ses caftans brochés.
Mihr Ali et Mirza Baba furent nommés "Naqqach-Bachi" (premier peintre de cour) sous le règne de Fath Ali, Muhammad Ismaïl prit ce titre sous le règne de Nasseredin Shah (r:1848-1896).
Razi Taliqani reprend des peintures des XVIe et XVIIe siècles pour y adjoindre des marges enluminées, dans la tradition safavide, à base d'or, de rouges et de violets.

## Calligraphie et arts du livre
Pour légitimer son pouvoir et relier la dynastie qadjare dans l'histoire de l'Iran, Fath Ali Shah commande au poète Fath ‘Ali Khan Saba (1765–1822/23) un ouvrage destiné à faire le pendant du Livre des Rois de Ferdowsi : alors que celui-ci décrit l'histoire de l'Iran (Grand Iran) depuis la création du monde jusqu'à l'arrivée de l'islam, le Livre du Roi des Rois ou Shāhanshāhnāmeh (شاهنشاهنامه) est destiné à mettre en valeur les premières années de la dynastie qadjare et les 10 premières années de son règne. Plusieurs copies ont ensuite été illustrées dans l'atelier royal du palais du Golestan et certaines seront offertes à des dignitaires européens à des fins de valorisation de la nouvelle dynastie. La production de manuscrits enluminés ou illustrés à la main va ensuite décroître avec l'utilisation, de plus en plus présente, de la peinture à l'huile et des techniques de reproduction comme la lithographie. L'une des dernières productions artisanales de ce type effectuées dans l'atelier royal sera l'album des 1001 nuits décoré par Sani ol molk pour Nasser ad-Din Shah,.
L'art de la calligraphie continue à se développer sous les Qadjar. Les souverains commandent des corans à de grands calligraphes dont les ouvrages présentant des caractéristiques communes propres à cette période : entre les lignes du texte en arabe, en écriture naskh, est insérée la traduction en langue persane, dans une couleur et un style la plupart du temps différents (souvent dans le style nastaliq.

## Architecture
- Palais du Golestan

## Galerie

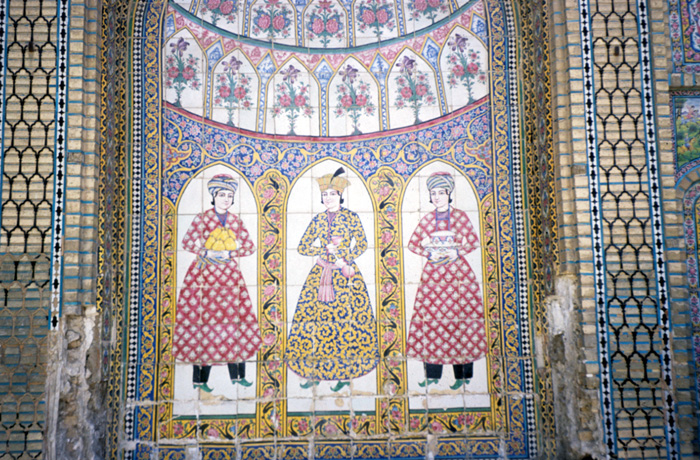
Mur décoré de céramiques au Narendjestan-e Qavam à Chiraz.
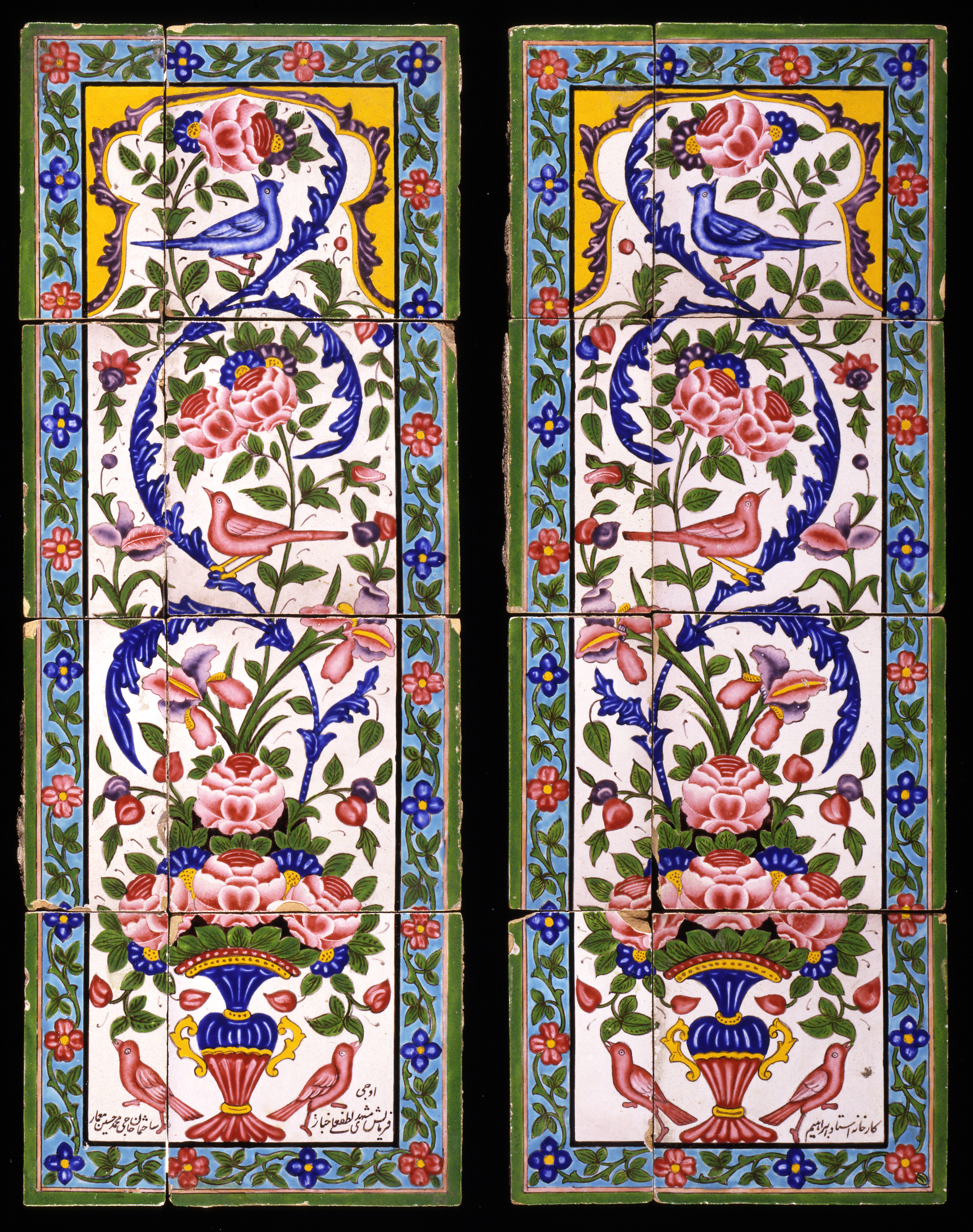
Panneaux réalisés au XIXe siècle par Owji (fa:اوجی).
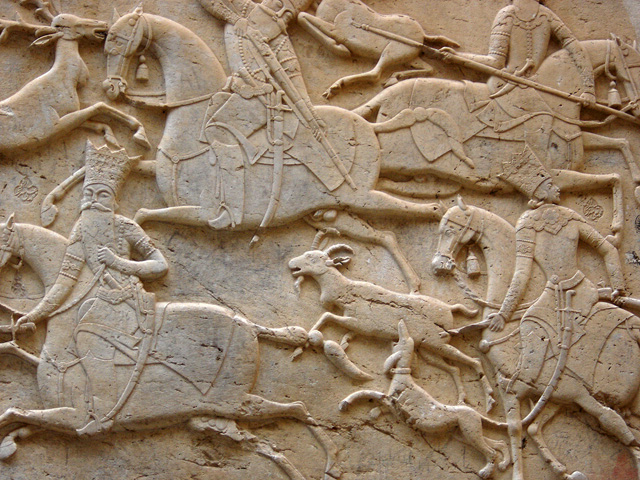
Bas-reliefs de l'époque qadjare à Tangeh Savashi.
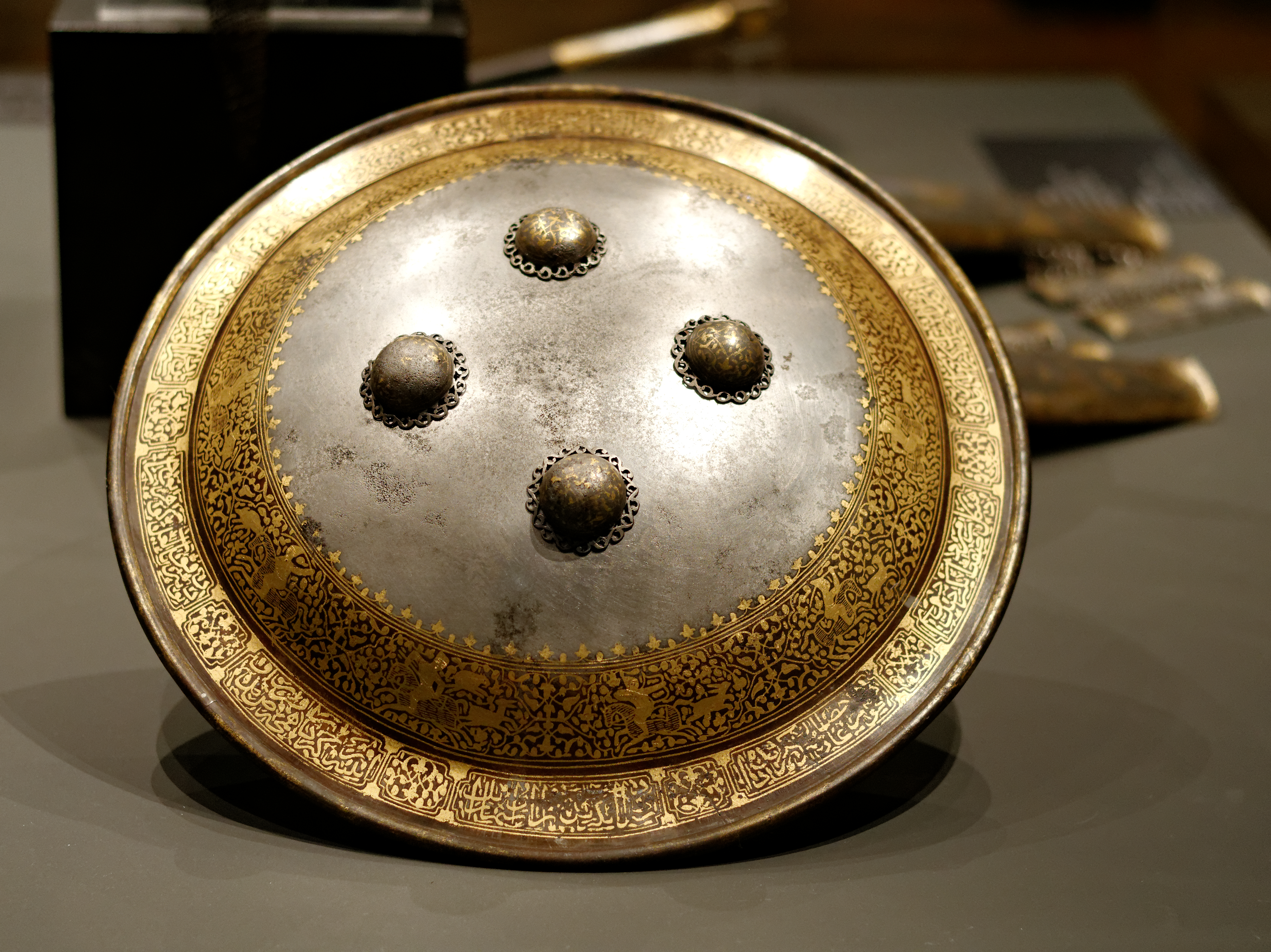
Bouclier Qadjar, XVIIIe et XIXe siècles, Musée des arts décoratifs, Budapest.